# 李亨宇
李 亨宇（イ・ヒョンウ、英語: Lee Hyeong-woo、朝鮮語: 이형우、2007年7月27日 - ）は、大韓民国の男子バドミントン選手。

## 経歴
2024年のアジアジュニア選手権の団体競技では、韓国代表チームの第1ダブルスとして、李鐘民とのペアで男子ダブルスに出場し、韓国チームの準優勝に大きく貢献した。
2025年からは男子ダブルスで趙亨宇とペアを組む。ダッチ・ジュニアインターナショナルで陳俊廷 / 劉峻栄を破って優勝。